# Station Schortens-Heidmühle
Station Schortens-Heidmühle (Oldb) (Bahnhof Schortens-Heidmühle (Oldb)) is een spoorwegstation in de Duitse plaats Schortens, in de deelstaat Nedersaksen. De naam Heidmühle komt van de gelijknamige wijk in Schortens. Het station ligt aan de spoorlijn Sande - Jever. Het station telt twee perronsporen, waar de treinen elkaar kunnen passeren op het enkelsporig traject. Op het station stoppen alleen treinen van de NordWestBahn.

## Treinverbindingen
De volgende treinserie doet station Schortens-Heidmühle aan:
| Serie | Treinsoort                  | Route                                                                       | Bijzonderheden |
| ----- | --------------------------- | --------------------------------------------------------------------------- | -------------- |
| RB 59 | Regionalbahn (NordWestBahn) | Wilhelmshaven Hbf – Sande – Schortens-Heidmühle – Jever – Esens (Ostfriesl) |                |